# Haswellia intermedia
Haswellia intermedia är en kräftdjursart som beskrevs av Baker 1926. Haswellia intermedia ingår i släktet Haswellia och familjen klotkräftor. Inga underarter finns listade i Catalogue of Life.